# موتور گردان

موتور گردان (به انگلیسی: Rotary engine) گونه‌ای موتور درون‌سوز است که در آن کل کارتر و سیلندرهای متصل به آن به دور میل‌لنگ ثابت می‌چرخند. در گذشته غالباً از این گونه موتور در هوانوردی استفاده می‌شد؛ با این حال تعدادی موتورسیکلت و خودرو نیز با آن تولید شده‌است. تا اوایل دهه ۱۹۲۰ محدودیت‌های ذاتی سبب منسوخ شدن موتورهای گردان شد.